# دريبانون (كوزاني)
دريبانون (Δρέπανον) هي مدينة في كوزاني في مقاطعة فوريا إلادا في اليونان.
يبلغ عدد سكانها حوالي 1500 نسمة.